# 黄昏のビール
『黄昏のビール』（たそがれのビール）は、2018年12月18日に発売された日本のシンガーソングライター、山木康世の15thアルバム。

## 概要
- 前作『The Borderline』から1年ぶりとなるオリジナルアルバム。ソニー・ミュージックから発売されたアルバムとしては、1982年7月21日に発売された『泳いで行くにはあまりにも水の流れが速すぎる』以来、36年ぶりにリリースとなる[1]。
- 山木が書き溜めて来た数々の楽曲をセルフ・プロデュース、 セルフ・レコーディングを敢行し、レコーディングは山木の個人スタジオで行われた[1]。

## 収録曲
| 全作詞・作曲・編曲: 山木康世。 |                                      |          |            |
| #                              | タイトル                             | 作詞     | 作曲・編曲 |
| 1.                             | 「憂鬱で厄介な笑顔のサンタクロース」 | 山木康世 | 山木康世   |
| 2.                             | 「道祖神の唄」                       | 山木康世 | 山木康世   |
| 3.                             | 「ロザリア」(with 観月.)             | 山木康世 | 山木康世   |
| 4.                             | 「いったりきたり」(Inst)             | 山木康世 | 山木康世   |
| 5.                             | 「松浦武四郎」                       | 山木康世 | 山木康世   |
| 6.                             | 「ウエイティングサークル」           | 山木康世 | 山木康世   |
| 7.                             | 「打ち水の唄」                       | 山木康世 | 山木康世   |
| 8.                             | 「むりむりむりむり」(Inst)           | 山木康世 | 山木康世   |
| 9.                             | 「山登り」                           | 山木康世 | 山木康世   |
| 10.                            | 「天人様」                           | 山木康世 | 山木康世   |
| 11.                            | 「まわれまわれ」(Inst)               | 山木康世 | 山木康世   |
| 12.                            | 「ギターは僕の友達」                 | 山木康世 | 山木康世   |
| 13.                            | 「黄昏のビール」                     | 山木康世 | 山木康世   |

## 曲解説
1. 憂鬱で厄介な笑顔のサンタクロース
2. 道祖神の唄
3. ロザリア (with 観月)
4. いったりきたり (Inst)
5. 松浦武四郎
6. ウエイティングサークル
7. 打ち水の唄
8. むりむりむりむり (Inst)
9. 山登り
10. 天人様
11. まわれまわれ (Inst)
12. ギターは僕の友達
13. 黄昏のビール